# Superpareja

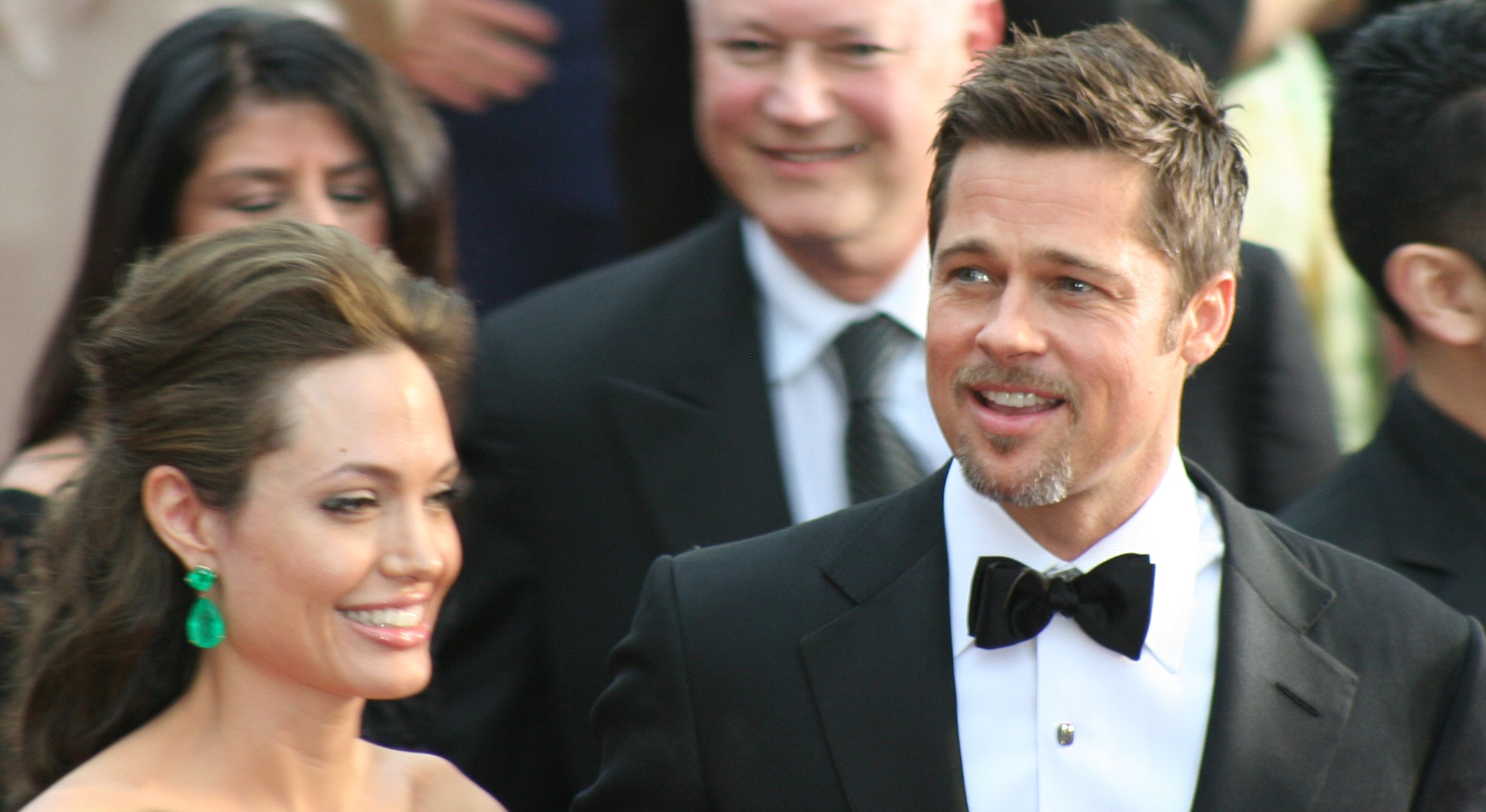
Superpareja

Una superpareja (supercouple en inglés) es un tipo relación sentimental popular presentado en las series de televisión, que causa intriga y fascina al público de una manera intensa y obsesiva. 
El término originado en los Estados Unidos, fue acuñado en los inicios de los años 80 cuando el intenso interés público se fijaba en la pareja Luke Spencer y Laura Webber de la telenovela General Hospital, convirtiéndola en un fenómeno de cultura popular. Fuera de las telenovelas, el título de superpareja ha proliferado como una manera de referencia para ciertas parejas ficticias de dramas televesivos de horario central y películas, tales como Lo que el viento se llevó, quienes los personajes Rhett Butler y Scarlett O'Hara populizaron el latiguillo «Francamente, querida, me importa un bledo». La superpareja creado por los desafortunados ex-amantes Rick e Ilsa en Casablanca han sido llamados como una de las parejas más amadas del cine, y es considerada por el American Film Institute como el romance más notable en la industria cinematográfica.
En los años recientes, los tabloides, e, incluso, en los medios de comunicación han entregado más atención a la vida real de las parejas de celebridades, y los han titulado superpareja también. Ejemplos son la antigua pareja de Ben Affleck y Jennifer Lopez (que se hicieron conocidos por la contracción «Bennifer»), la relación de Brad Pitt y Angelina Jolie («Brangelina»), Kristen Stewart y Robert Pattinson («Robsten») y las parejas de las telenovelas mexicanas como Marina, Los ricos también lloran, María del Barrio, así como las brasileras El clon, Chocolate con pimienta, El clavel y la rosa, La esclava Isaura, y las colombianas Yo soy Betty, la fea..
Las superparejas homosexuales y lesbianas también han ganado mucha atención, después de que la televisión estadounidense emitiera en 2002, por primera vez, el beso de Bianca Montgomery y Maggie Stone de la telenovela All My Children. Más adelante, en 2007, la serie As the World Turns incluyó la primera relación homosexual entre los personajes Luke Snyder y Noah Mayer, causando revuelo en los medios, y luego siendo nombrados como una superpareja